# Gudauta
Gudauta (en georgiano: გუდაუთა; en abjasio: Гәдоуҭа, romanizado: Gwdowtha; en ruso: Гудаута) es una ciudad que pertenece a la parcialmente reconocida República de Abjasia, centro del distrito de Gudauta, aunque de iure es la capital del municipio de Gudauta de la República Autónoma de Abjasia de Georgia.

## Toponimia
El nombre Gudauta proviene del río Gudau, que atraviesa la ciudad. Según otra versión, el nombre se remonta a la leyenda abjasia sobre un joven llamado Guda y una niña llamada Uta. Se amaban apasionadamente, pero la enemistad entre las familias de los amantes les prohibía estar juntos. Guda no podía vivir en el mundo sin su amada Uta y se arrojó al río. Uta siguió a su amado y también se tiró. 

## Geografía
La ciudad se encuentra en plena bahía de Gudauta en su desembocadura en el mar Negro. Se encuentra a 37 km al noroeste de Sujumi y limita con Lijni al oeste y Kulanurjva en el este.

### Clima
Gudauta es un balneario climático de clima subtrópical húmedo (algo más fresco y húmedo que en Sujumi y Gagra) con inviernos muy suaves (temperatura promedio de enero de 9 °C) y veranos muy cálidos (temperatura promedio de julio de 28 °C), la precipitación es de 1460 mm por año La velocidad del viento es baja, los vientos fuertes no ocurren más de 8 días al año (principalmente en primavera). La temporada de vacaciones dura todo el año.

## Historia
La historia de la ciudad se remonta al Neolítico, cuando en sus afueras occidentales en el tramo de Kistrik (llamado así por un pequeño río que fluye cerca) había un asentamiento de pescadores y agricultores. Entre los siglo XIs y XIII se construyeron numerosos templos, fortalezas y castillos en las cercanías de Gudauta.
Gudauta fue declarada ciudad el 10 de noviembre de 1926. La ciudad solía albergar una base de las Fuerzas de Defensa Aérea soviéticas, el aeródromo de Bombora, desde donde el 171° Regimiento de Aviación de Cazas de la Guardia volaba los Su-15TM hasta 1982. El 171° Regimiento de Aviación de Combate fue luego transferido al Aeropuerto de Anádyr-Úgolny, del distrito autónomo de Chukotia. El 529° Regimiento de Aviación de Cazas, voló los Su-27 "Flankers" desde la base en los últimos años de la Guerra Fría. Este regimiento estaba al mando del XIX Ejército de las Fuerzas de Defensa Aérea.
El aeródromo de Bombora en las afueras de Gudauta se convirtió más tarde en la base de una unidad de las Fuerzas Aerotransportadas soviéticas, el 345° Regimiento Aerotransportado de la Guardia Independiente, posteriormente redesignado la 50° base militar después del colapso soviético, y luego el 10° Regimiento Aerotransportado Independiente de Mantenimiento de la Paz. La unidad estaba subordinada directamente al Estado Mayor ruso (anteriormente solía estar bajo el cuartel general de las Fuerzas Aerotransportadas de Rusia). En 1999, su equipo incluía 142 AIFV/APC (entre ellos, 62 BMD-1 y 11 BMD-2); y 11 sistemas de artillería autopropulsados 2S9 "Nona-S".

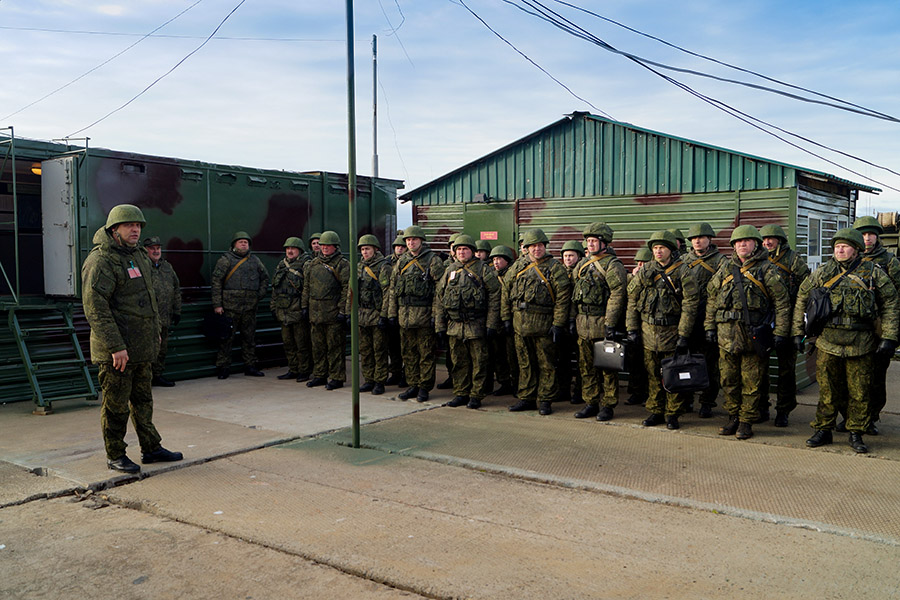
Base militar rusa en Gudauta

Gudauta era un centro de los separatistas de Abjasia durante el conflicto entre Georgia y Abjasia en 1992 y 1993, ya que la base militar siempre fue un objetivo importante en el conflicto de Abjasia. La parte de Georgia y muchos observadores independientes occidentales afirman que la base de Gudauta proporcionó importante apoyo militar a los rebeldes de Abjasia durante dicho conflicto. En septiembre de 1995, Georgia tuvo que legitimar los arrendamientos rusos de tres bases en el país, la de Gudauta entre ellas. La ciudad fue nombrada ciudad Heroica de la República de Abjasia.
En una cumbre de la Organización para la Seguridad y la Cooperación en Europa (OSCE), en Estambul en 1999, Rusia acordó cerrar su base en Gudauta y retirar tropas y equipo, prometiendo que en adelante sería para el uso exclusivo del personal de mantenimiento de la paz de la CEI. Sin embargo, las autoridades abjasias bloquearon las visitas de inspección de la OSCE y no se fijó una fecha para la retirada de la base. Georgia alega que se sigue utilizando para ofrecer apoyo militar a los secesionistas abjasios.
Después de la guerra ruso-georgiana de 2008, Rusia reconoció la independencia de Abjasia y firmó con su gobierno el tratado que permite a Rusia mantener su base militar en Gudauta y reforzarla con tanques T-62, vehículos blindados ligeros, sistemas de defensa aérea S-300 y varios aviones. A día de hoy, la base de Gudauta sigue siendo uno de los principales problemas de las complicadas relaciones ruso-georgianas.

## Demografía
La evolución demográfica de Gudauta entre 1926 y 2019 fue la siguiente:
| 3601                                                | 7056 | 13 241 | 13 053 | 14 864 | 7738 | 8514 | 8693 | 8709 | 8751 | 8814 | 8826 |
| (Fuente: Population of Abkhazia since Soviet times) |      |        |        |        |      |      |      |      |      |      |      |

La población ha sufrido un descenso de algo más del 40% por la guerra, manteniéndose aun así como una de las ciudades más pobladas de Abjasia. En el pasado no había un grupo étnico dominante, siendo las comunidades más grandes las de abjasios, rusos y georgianos. Actualmente la inmensa mayoría de la población son abjasios con una pequeña minoría rusa.
|              | 1979      | 1979       | 2011      | 2011       |
| Grupo étnico | Población | Porcentaje | Población | Porcentaje |
| ------------ | --------- | ---------- | --------- | ---------- |
| Georgianos   | 2487      | 19,1%      | 227       | 2,7%       |
| Abjasios     | 4786      | 36,7%      | 7011      | 82,3%      |
| Rusos        | 3558      | 27,3%      | 737       | 8,7%       |
| Ucranianos   | 341       | 2,6%       | 56        | 0,7%       |
| Armenios     | 1497      | 11,5%      | 292       | 3,4%       |
| Griegos      | 532       | 4,1%       | 49        | 0,6%       |
| Total        | 13 053    | 100%       | 8514      | 100%       |

## Economía
Gudauta posee algunas fábricas, principalmente dedicadas a la fermentación de tabaco, vinificación, envasado de cítricos, mecánica y reparación de automóviles. También quedan alguna fábrica de té y de producción de materiales de construcción.
La principal actividad turística es el turismo de playa. Su playa es de grava, que se convierte en arena en la parte más oriental. La temporada de baño dura desde mediados de mayo hasta octubre. En la costa elevada del mar hay un parque en el que en 1992 se erigió un monumento a los miembros muertos de la tripulación del helicóptero Mi-8, que sacó a los refugiados del asediado Tkvarcheli, derribado el 14 de diciembre de 1992. Desde el lado norte y noreste, a una distancia de 15-20 km, una cadena de altas montañas de la Cordillera del Cáucaso linda con la ciudad turística, que están cubiertas de nieve durante casi 7 meses al año.

## Infraestructura

### Arquitectura y monumentos
Aparte de la playa, en la ciudad se puede conocer un poco más de la historial en el Museo Abazgia de Gudauta. Este museo está centrado en la historial, particularidades y cultura del distrito de Gudauta, así como una parte dedicada a la guerra de Abjasia. Por la ciudad hay otros monumentos dedicados a los héroes de dicha guerra y de la Segunda Guerra Mundial.
Muy cerca de Gudauta también están otros puntos de interés como el pueblo de Lijni, que conserva ruinas medievales de un complejo palacial y una iglesia (a 4 km); la fortaleza medieval de Abajvats; los pintorescos centros turísticos de la Costa Dorada como Miusera, donde Stalin y Gorbachov tenían sendas dachas (a 18-20 km); o Novi Afón, uno de los principales destinos turísticos de toda Abjasia.

## Galería

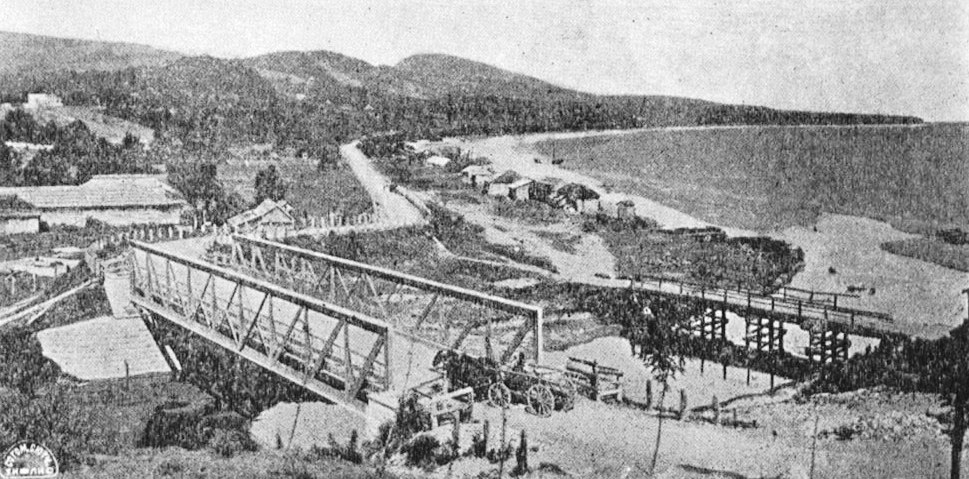
Gudauta en 1913
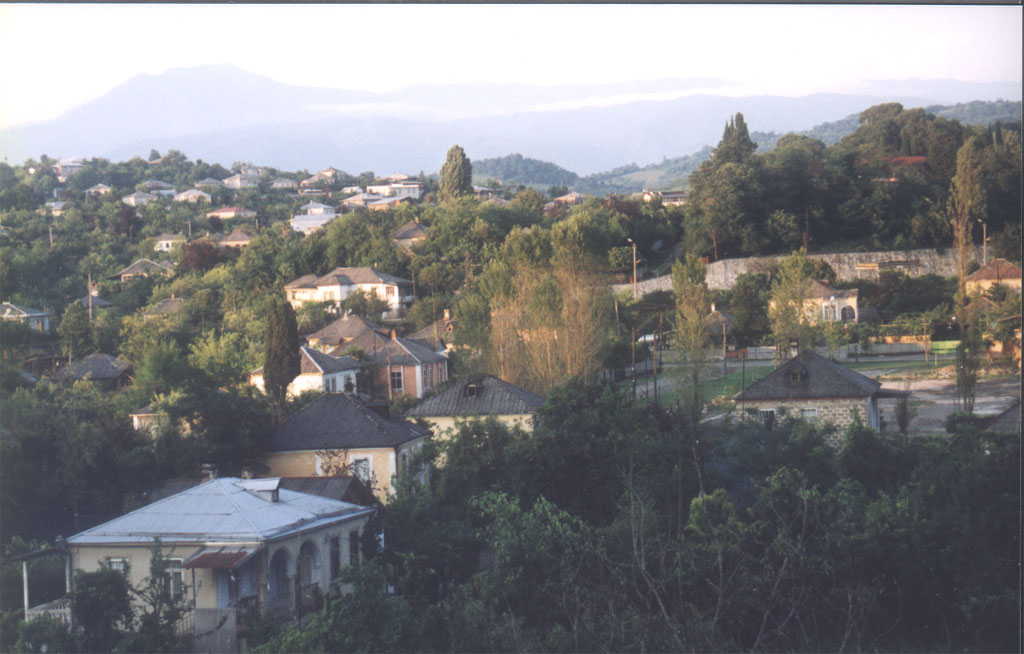
Panorámica general de Gudauta
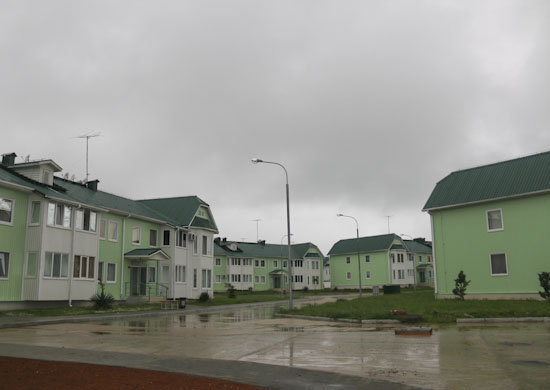
Edificios residenciales para personal militar
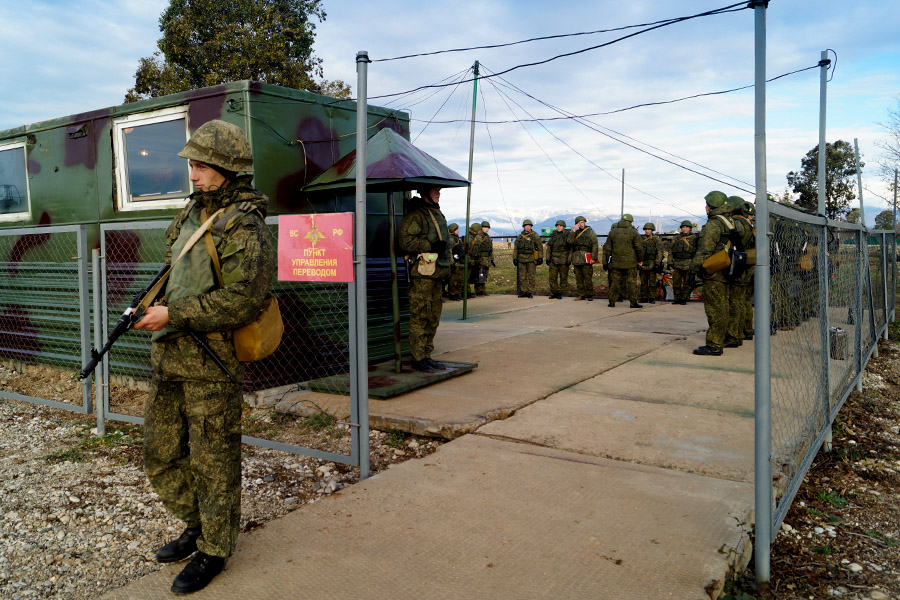
Base militar de Gudauta

## Ciudades hermanadas
Gudauta está hermanada con las siguientes ciudades:
- Kíneshma, Rusia
- Perm, Rusia
- Rostov del Don, Rusia